# Te nudrice alle Muse
Te nudrice alle Muse è un sonetto composto da Ugo Foscolo in giovane età: fu pubblicato nel Nuovo Giornale dei Letterati di Pisa nella serie degli otto sonetti. Confluirà poi nelle Poesie di Ugo Foscolo, pubblicate prima presso Destefanis a Milano nell'aprile 1803, e poi per Agnello Nobile, sempre nella città lombarda, in agosto.

## Analisi
Il Sonetto III risponde ad un provvedimento sociale anticlassicista già con la propria forma: la costruzione delle proposizioni è infatti alla latina, con il verbo alla fine, al contrario della costruzione francese e del pensiero francese che rifiuta l’uso del latino.
Se l’Italia anche prima era stata conquistata dai popoli stranieri, almeno in essa sopravviveva la lingua antica che tramandava la gloria passata: ora la “divina lingua toscana” è invece mescolata con la lingua barbara dello straniero, e le vesti dell’Italia sono lacerate. È dunque evidente come sia classicista anche la scelta delle figure retoriche, che trovano origine in topoi di tipo dantesco e petrarchesco: basti pensare all’Italia serva, “non donna di province ma bordello”, del sesto canto del Purgatorio.
Il sonetto è un continuo riferimento ad autori che nei loro componimenti hanno affrontato il medesimo tema, in particolare ad Orazio, che al verso 156 delle Epistole II 1 parla della conquista della Grecia da parte di Roma, ma soprattutto dell’imbarbarimento dei costumi di quest’ultima (Graecia capta ferum victorem cepit) e a Petrarca, che nella Canzone all’Italia (Canzoniere, 128) biasima i sovrani che stanno utilizzando truppe mercenarie durante la guerra per il possesso di Parma (quello delle truppe mercenarie è anche un tema oraziano e tacitiano, poi anche machiavelliano). Della Canzone all’Italia Foscolo fa inoltre una citazione dal verso 4: le some (i pesi) che per Petrarca vengono alleviati dalla lingua latina sono anche l’“infame soma” del sonetto III (“Latin sangue gentile, / sgombra da te queste dannose some; / non far idolo un nome / vano senza soggetto / ché ’l furor de lassú, gente ritrosa, / vincerne d’intellecto, / peccato è nostro, et non natural cosa”, vv. 74-80). Il dannoso peso che porta l’Italia non è dunque solo un peso fisico dato dal numero di dominazioni straniere, ma è anche peso culturale, giacché la gloria del Paese è destinata ad essere spazzata, e la “gente ritrosa de lassù” batte per intelletto il popolo italiano non per natura ma per la colpa di quest’ultimo.
Se l’Italia dell’Ortis soffriva di un sonno profondo (“oggi i nostri fasti ci sono cagione di superbia, ma non eccitamento dall'antico letargo”), l’Italia qui descritta ai versi 5-8 è invece una donna completamente uccisa: “i tuoi vizj […] ti han morto il senno ed il valor di Roma”. Petrarca stesso ne aveva parlato in Spirto Gentil (canzone 53), in cui avrebbe addirittura tirato i capelli al suo Paese pur di farlo svegliare: lo stesso termine “avolto” del verso 8 (“Le man’ l’avess’io avolto entro’ capegli”) viene variato da Foscolo con “avvolgea” al verso 7 (“In te viveva il gran dir che avvolgea / regali allori alla servil tua chioma”).